# Julémont
Julémont és un nucli del municipi d'Herve, a la província de Lieja de la regió valona de Bèlgica. Es troba a una cresta entre les valls del Bolland, Ri d'Asse i del Berwijn. Ha sigut un municipi independent fins al 31 de desembre del 1976. Fins a la reforma administrativa durant la revolució francesa era un feu del País de Dalhem. El 1841 tenia 282 habitants.
El poble es troba al país d'Herve. El primer esment escrit Gislerimons data del 1171 quan el feu va concedir-se al capítol de Sant Lambert de Lieja, més tard passà als Països enllà del Mosa del ducat de Brabant. El topònim és compost dels ètims Mons (munt) i Gisalahari, un nom germànic. L'etimologia popular voldria que provingués de Mons Julii o munt de Juli Cèsar, que hi hauria tingut un castrum, però això només és una llegenda.

## Llocs d'interès
- Església de la Verge Maria. Des del segle xiii, una primera capella, probablement una capella castral, s'esmenta. L'església actual va construir-se de 1926 a 1928, al cim de la cresta és un punt d'orientació que es veu de tot arreu.[4]
- Casa natal de Joan Bolland

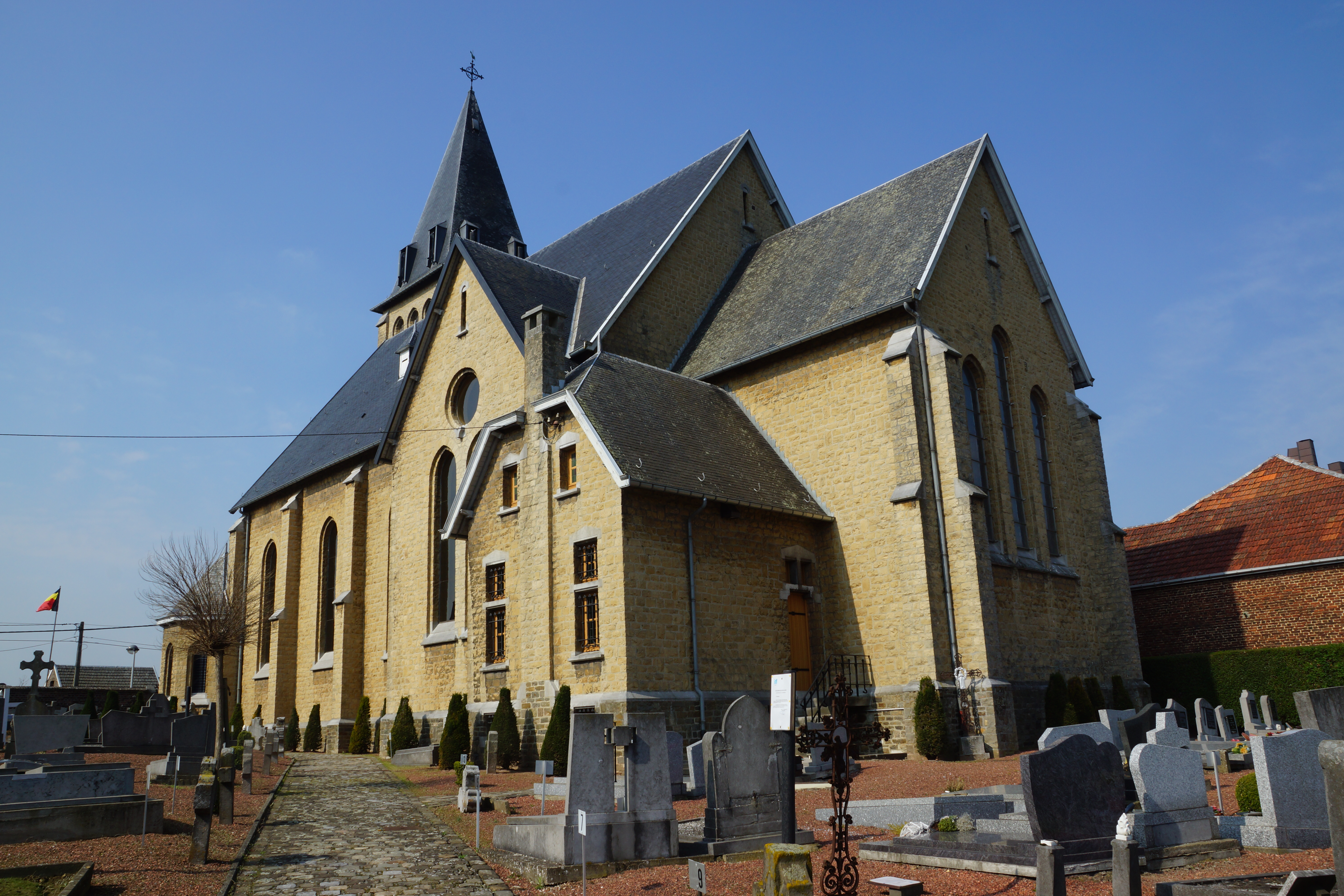
Església i cementiri
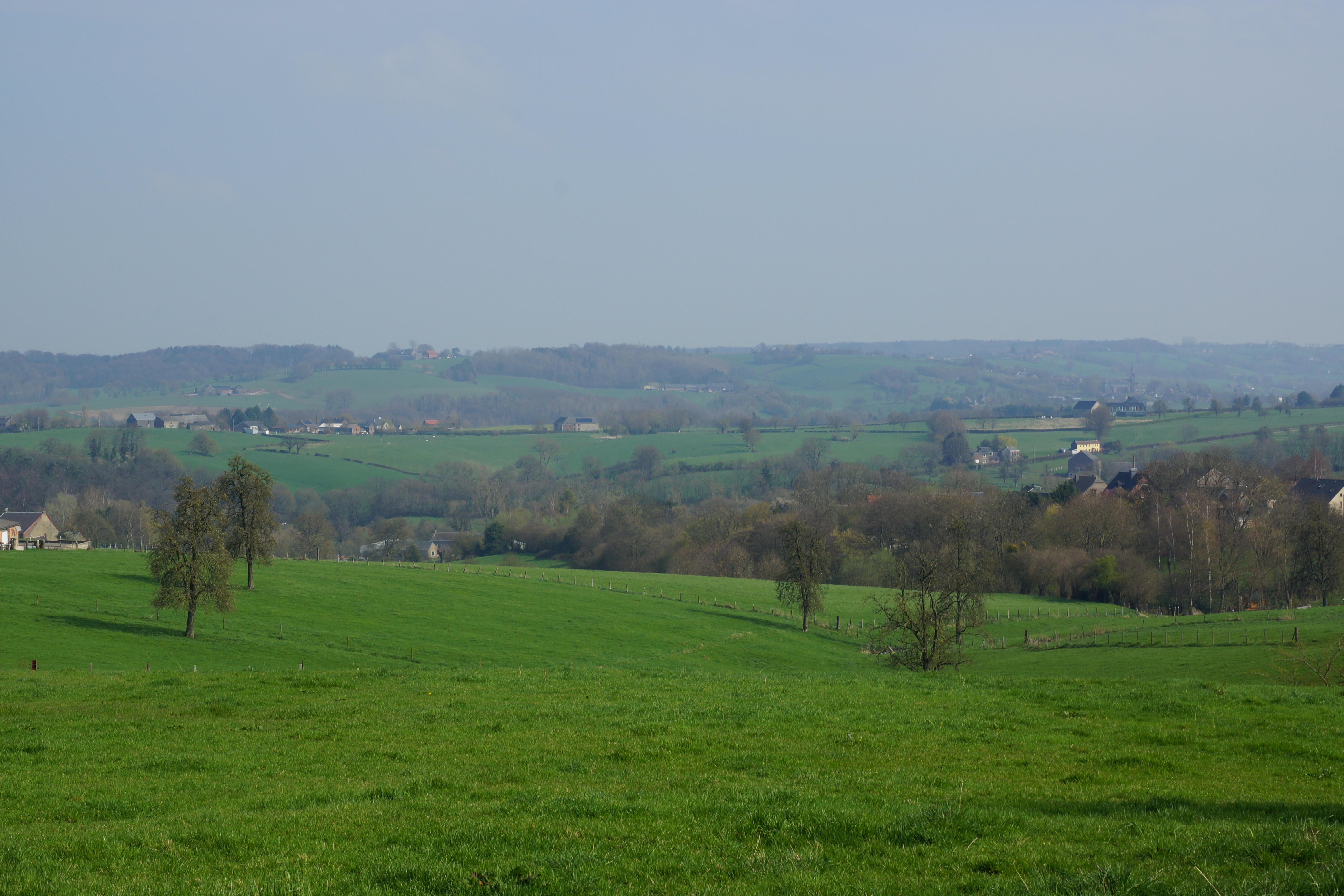
La vall del Berwijn
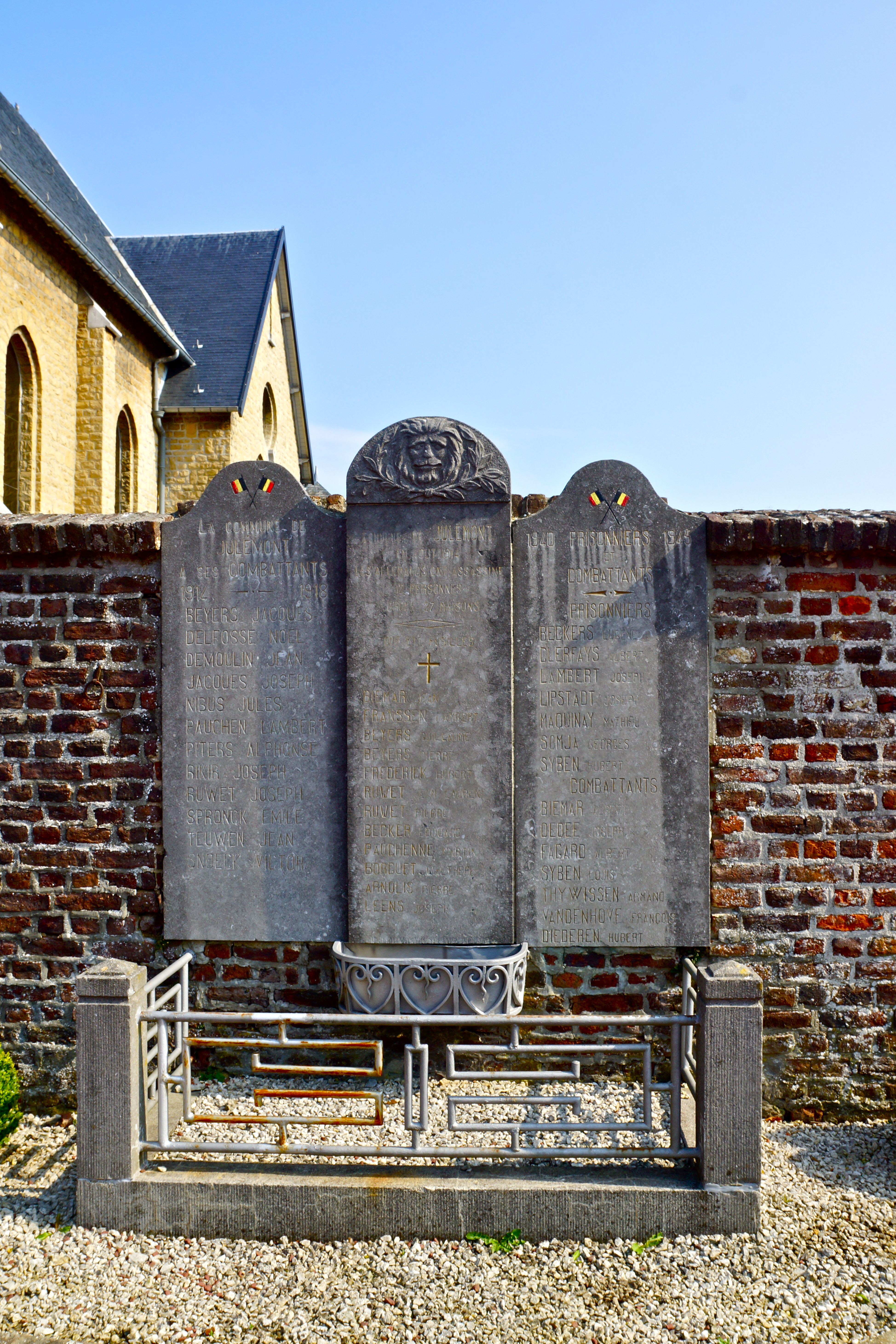
Monument per a les víctimes de la Primera i Segona Guerra Mundial

## Persones
- Joan Bolland (1596-1667): jesuïta dels Països Baixos espanyols, autor dels Acta Sanctorum[4]